# Camarazi (film)
Camarazi (în spaniolă Vamos a matar compañeros) este un western zapata din 1970 regizat de Sergio Corbucci. Coproducție italiană-spaniolă-franceză, îi are în distribuție pe Franco Nero, Tomas Milian, Jack Palance și Fernando Rey. Coloana sonoră a filmului a fost scrisă de Ennio Morricone.

## Rezumat
În timpul Revoluției Mexicane, țăranul El Vasco (Tomas Milian) îl ucide pe colonelul regional și declanșează o revoltă în orașul San Bernardino. Autointitulatul general Mongo (Bódalo), lider al rebelilor, sosește la fața locului și îl primește pe El Vasco în cadrul trupelor sale. Cu toate acestea, Mongo nu este dedicat cauzei revoluționare, ci este interesat să adune avere. Yodlaf Peterson (Nero), un mercenar suedez, sosește în Mexic pentru a-i vinde arme generalului Mongo. Banii pentru cumpărarea armelor sunt însă într-un seif a cărui parolă o cunoaște doar profesorul Xantos (Rey), liderul nonviolent al unei contrarevoluții studențești, încarcerat într-o închisoare din Yuma, Statele Unite, în apropiere de granița mexicano-americană. Acesta a fost luat prizonier, deoarece nu le-a permis americanilor să monopolizeze toate zăcămintele petrolifere ale țării sale.
Deși manifestă antipatie față de Peterson și îl poreclește „pinguinul”, la sugestia generalului Mongo, El Vasco formează o echipă împreună cu acesta, iar cei doi pornesc spre închisoare din Yuma pentru a-l elibera pe Xantos. Sarcina lor este îngreunată de armata americană și de un yankeu ciung mânat de răzbunare pe nume John (Jack Palace). Acesta și-a pierdut mâna dreaptă din cauza lui Peterson, fostul său partener de afaceri, și a jurat că-l va ucide. Aceștia sunt ajutați pe parcursul călătoriei de Lola (Berben), liderul tinerilor revoluționari influențați de Xantos, iar El Vasco se îndrăgostește de tânără.
După ce reușesc să scape de armata mexicană și să treacă granița, El Vasco angajează o prostituată locală pentru a-i ajuta să se infiltreze în tabăra armatei americane. Cei doi declanșează mai multe incendii și îl eliberează pe  Xantos. Grupul trece înot răul Rio Grande, iar aceștia sosesc în siguranță înapoi în Mexic. În încercarea de a trece un punct de control al armatei mexicane fără să trezească suspiciuni, El Vasco și Peterson se deghizează în călugări, iar Xantos este ascuns într-un sicriu. Planul lor este descoperit de yankeul John și acoliții săi, iar între aceștia are loc un schimb de focuri.
În cele din urmă, grupul este salvat de revoluționarii influențați de filosofia lui Xantos și ascuns într-o peșteră. Mongo capturează însă mai mulți tineri revoluționari și amenință că îi va executa dacă Xantos nu se predă. El Vasco, Peterson, Lola și ceilalți rebeli lansează un atac de mare anvergură împotriva forțelor generalului staționate în San Bernardino și reușesc să iasă învingători, Mongo însuși fiind ucis în timpul schimburilor de focuri de către El Vasco. Când profesorul Xantos deschide seiful băncii, aceștia descoperă că nu conține nici aur, nici argint, ci doar „adevărata bogăție” a comunității, adică  câteva spice de porumb.
În timp ce Peterson se pregătește să părăsească orașul, acesta decide să fure o statuetă valoroasă din biserica locală, dar El Vasco îl oprește și îl provoacă la un duel. Xantos încearcă să-i oprească pe cei doi, moment în care yankeul John își face apariția, îl rănește mortal pe profesor și țintește spre El Vasco. În următorul moment, Peterson aruncă statueta pe un detonator conectat la vagonul său plin cu arme și muniții, iar explozia îl ucide pe John. Când sosește vestea că o mare armată contrarevoluționară mărșăluiește spre San Bernardino, Peterson părăsește orașul, conștient că revoluționarii sunt depășiți numeric, dar El Vasco îl îndeamnă să rămână și să lupte. Peterson refuză și se îndepărtează călare, însă odată ce zărește imensa armată mexicană în depărtare și realizează că toți tinerii revoluționari vor fi uciși de forțele guvernamentale, mercenarul revine în localitate pentru a-i sprijini pe aceștia în conflictul iminent.

## Distribuție
- Franco Nero - Yodlaf „Pinguinul” Peterson
- Tomas Milian - Modesto Servando Irureta Goyena („El Vasco”)
- Jack Palance - John
- Fernando Rey - profesorul Vitaliano Xantos
- Iris Berben - Lola
- José Bódalo⁠(d) (Francisco Bodalo) - generalul Mongo Álvarez
- Eduardo Fajardo⁠(d) (Edoardo Fajardo) - colonelul
- Karin Schubert⁠(d) - Zaira Harris
- Gino Pernice⁠(d) (Luigi Pernice) - Tourneur
- Gérard Tichy⁠(d) - locotenent
- Álvaro de Luna - acolitul lui John
- Tito García - Pepito Tigrero
- Lorenzo Robledo - căpitanul Jim

## Lansare
Camarazi a fost lansat în Italia în decembrie 1970. Filmul a încasat în total 1.451.782.000 de lire italiene la nivel național. A fost lansat în Germania de Vest în 1971.
A fost lansat de Blue Underground⁠(d) pe Blu-ray într-o ediție care include atât versiunile italiene de 119 minute, cât și versiunile americane editate de 115 minute.